# 作田川

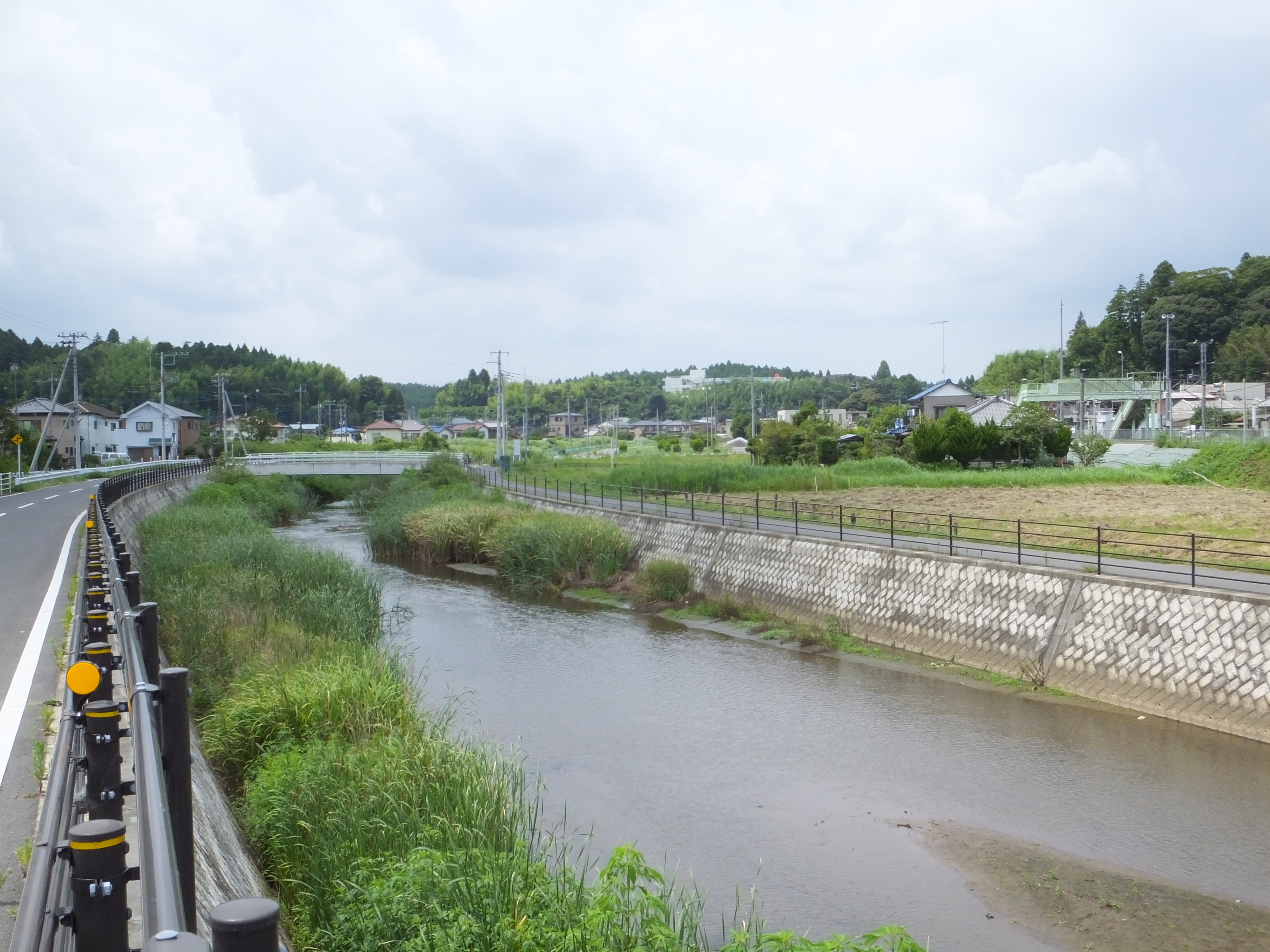
中金ヶ谷橋付近

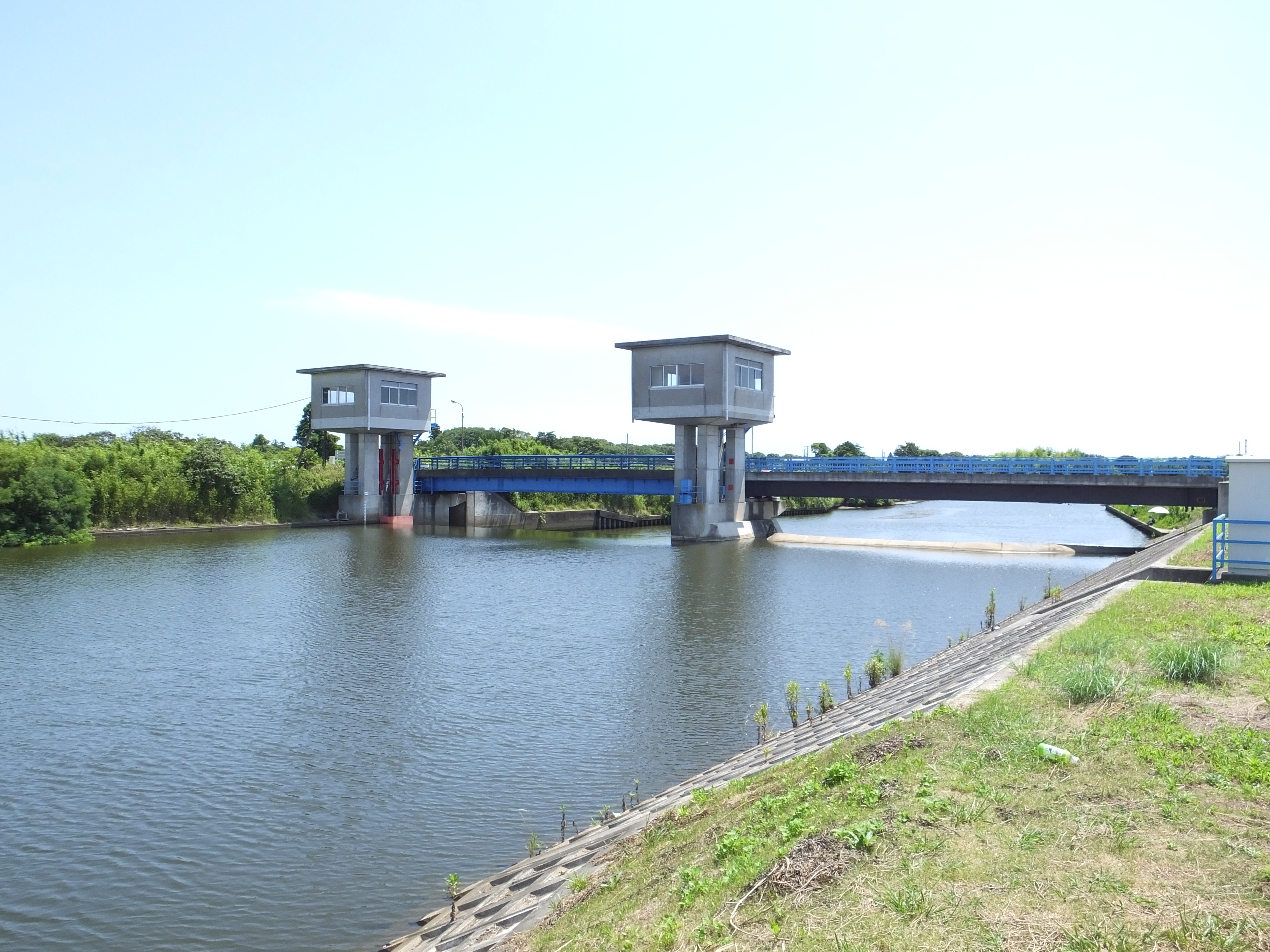
鶴巻堰

作田川（さくだがわ、さくたがわ）は、千葉県九十九里平野のほぼ中央部を流れる二級河川。作田川水系の本流である。

## 地理
千葉県山武市北西の大木地区付近に源を発する。JR総武本線とほぼ平行に流れ、同市雨坪付近で源川を合わせる。日向橋以降は河川改修により拡幅されており、同市椎崎付近では旧河道が残る。八反目橋で狭まり、成東堰にて両総用水を分ける。程なくして山武市街に達し、成東・東金食虫植物群落のすぐ北側を流れる。河川幅が徐々に広がり、東金市に入ると武射田堰を越え、山武市との境界付近で境川を合わせる。両市の境界を流れ、白幡ニュータウンを越えると九十九里町に入る。鶴巻堰手前で真亀川より分流してきた高倉川を合わせ、更に河川幅は広がる。九十九里橋を過ぎると、片貝漁港より太平洋へ注ぐ。周囲は九十九里浜で、作田川を境として東に作田海水浴場、西に片貝海水浴場が広がる。
流路延長20.7kmのうち、源川合流地点より下流18.218kmが二級河川に指定されている。明治・大正時代までは支流の境川の名称が使われていたが、近年になって作田川に改められた。
上流部にはホトケドジョウ、スナヤツメやミズカマキリ、アカガエルといった魚類・水生生物が生息する。中下流部は堰の多さが障害となっているが、コイやフナが生息する。河口付近は汽水域で、ボラ・マハゼ・スジエビ・テナガエビが生息する。植生に関しては上流域（日向駅周辺）に桜並木があり、散策路が整備されている。中流域は山武市街地だが下流域にかけては九十九里平野の田園地帯が広がり、ヨシ・ミゾソバ・オギなどが自生する。また前述の食虫植物群落の他にも、ナガバコウホネ・コウホネのような重要保護生物が自生しており保全が試みられている。

## 治水
作田川の河川改修は1976年（昭和51年）度、JR東金線橋梁から成東大橋までの790m区間の小規模河川改修事業に始まる。1985年（昭和60年）度以降JR東金線橋梁より河口までの8,240mについて広域河川改修事業として整備が進み、河道拡幅や橋梁・管理施設改築がなされた。
上流部の都市化が進展すると、平成に入り豪雨や台風による流域の家屋・農地浸水被害が顕著になり、道路冠水や並行するJR総武本線の運休などインフラにも支障をきたすようになった。これを受け境川 - 高倉川間の3,700mについて2000年（平成10年）度から2003年（平成15年）度まで住宅市街地基盤整備事業により流下能力増強を図った。そして同年度より床上対策特別緊急事業を導入し、境川 - 源川間の上流部9,100mについて河道拡幅・築堤を進めた。2007年（平成19年）度まで続いた当事業によって加持橋より下流区間及び八反目橋 - 中金ヶ谷橋間は整備が完了したが、それ以外の5,100m区間は未完了状態にある。
2011年（平成23年）3月11日の東日本大震災においては河口周辺で津波被害を受けたことから、河口から1.7kmの区間を津波対策事業の対象範囲として、堤防のかさ上げを進める方針が出された。2013年（平成25年）度に着工し、2015年（平成27年）度までの事業予定で続けられている。

## 主な橋
- JR総武本線橋梁
- 日向橋 - 千葉県道117号日向停車場極楽寺線
- 中金ヶ谷橋
- 新戸ノ内橋（新河道）
- 金ヶ谷橋（旧河道）
- 殿内橋（旧河道）
- 八反目橋
- 首都圏中央連絡自動車道
- 矢部橋
- 板付橋
- 成東堰橋
- 加持橋
- 城址公園大橋
- 昭和橋
- 大橋
- 成東大橋 - 国道126号
- 平成大橋
- JR東金線橋梁
- 薬師橋
- 武射田堰橋
- 東橋
- 神橋 - 千葉県道124号緑海東金線
- 大中堰管理橋
- 中村橋
- 鶴巻堰管理橋
- 龍宮大橋 - 千葉県道122号飯岡片貝線
- 若潮橋
- なかよし橋
- 九十九里橋 - 千葉県道30号飯岡一宮線（九十九里ビーチライン）

## 支流
- 源川　二級河川
- 境川　二級河川
- 高倉川
- 通堀川
- 浜川

## 参考資料
- 角川日本地名大辞典編纂委員会 編『角川日本地名大辞典 12 千葉県』角川書店、1984年。
- 作田川・真亀川流域懇談会（千葉県）
- 二級河川作田川水系河川整備計画（千葉県）